# Sabia nervosa
Sabia nervosa är en tvåhjärtbladig växtart som beskrevs av Woon Young Chun och Yeng Fen Wu. Sabia nervosa ingår i släktet Sabia och familjen Sabiaceae. Inga underarter finns listade.